# Šejla Kamerić
Šejla Kamerić (nacida en 1976 en Sarajevo) es una artista visual bosnia.

## Biografía
Šejla Kamerić nació en 1976 en Sarajevo (Bosnia y Herzegovina). De niña vivió en Dubái, donde su padre trabajaba como entrenador de voleibol. Su familia regresó a Sarajevo tras las guerras yugoslavas. Cuando comenzó la guerra en Bosnia y Herzegovina, Šejla Kamerić tenía sólo 16 años y había emprendido una carrera como modelo para revistas y firmas de moda nacionales e internacionales, que continuó durante los primeros años de la guerra. Durante el sitio de Sarajevo, se graduó en la Escuela Superior de Artes Aplicadas y se matriculó en la Academia de Bellas Artes de Sarajevo, y después de la guerra se graduó en el Departamento de Diseño Gráfico. 
Entre 1994 y 1997, colaboró con el grupo de diseño Trio, un colectivo de jóvenes artistas que, entre otras cosas, diseñó la serie de tarjetas postales Greetings from Sarajevo (1993) para llamar la atención de la comunidad internacional sobre la atroz situación de la sitiada Sarajevo. 
En 1997 comenzó a exponer regularmente en Sarajevo y en el extranjero. Durante este periodo y hasta el año 2000, fue directora de arte de la agencia de publicidad Fabrika. Desde 2003 es miembro del Parlamento Europeo de la Cultura. En 2007 obtuvo una beca de residencia del Programa de Artistas en Berlín del DAAD y siguió viviendo y trabajando en dicha ciudad como artista independiente. En 2011 recibió el Premio Princesa Margriet a la Diversidad Cultural de la Fundación Europea de la Cultura. En la actualidad, vive y trabaja entre Sarajevo y Berlín.

## Obra
Como artista, está especializada en vídeo, cine, instalación y diseño de libros. Forma parte del grupo de artistas balcánicos que trabajan sobre conceptos como la adaptación de la sociedad balcánica al capitalismo y los procesos de creación y desintegración de identidades nacionales. Para ello, Kamerić utiliza diversas técnicas artísticas, entre ellas películas, videoinstalaciones y fotografías, relatando a menudo su propia experiencia como persona que ha vivido la guerra de los Balcanes.

### Obras
- 1999: Zauzeto/Occupied
- 2000: EU/Others
- 2001: Basics
- 2002: Closing the Border
- 2002: Dream House
- 2003: Bosnian Girl
- 2004: FREI
- 2004: Imagine
- 2004: Untitled/Daydreaming
- 2005: Pink Line vs Green Line
- 2005: Sorrow
- 2006: 30 Years After
- 2006: Pink Line vs. Green Line
- 2008: I Remember I Forgot
- 2009: If I Sleep It Will Be Double
- 2010-2012: Hooked
- 2011-2012: Red Carpet
- 2012: Ballot Box
- 2012: Measure
- 2013: June Is June Everywhere
- 2013-2019: Fragile Sense of Hope (Xglass)
- 2014: SUMMERISNOTOVER
- 2014: Missing
- 2015: Ab uno disce omnes
- 2015: BFF
- 2015: Embarazada
- 2015: Liberty
- 2017: Maze
- 2018: Keep Away From Fire
- 2019: We Come With A Bow
- 2019: Behind the Scenes I

### Películas
- 2007: What do I know
- 2010: Glück
- 2011: 1395 Days Without Red (en colaboración con Anri Sala y Ari Benjamin Meyer)
- 2013: Apollo - The First War Cinema (en colaboración con Almir Palata y Mark Casans)
- 2013: Shifts
- 2015: Thursday (en colaboración con Anocha Suwichakornpong)

Obras de Šejla Kamerić
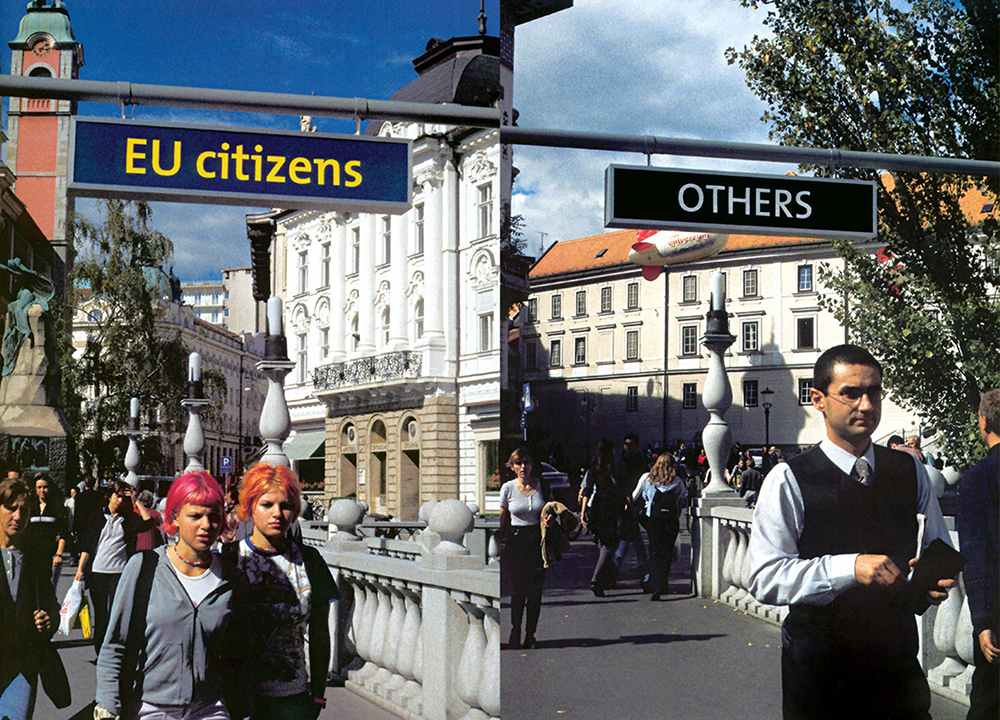
EU-Others (2000), vista de la instalación en la Manifesta III, Puente Triple (Tromostovje), Liubliana (Eslovenia).
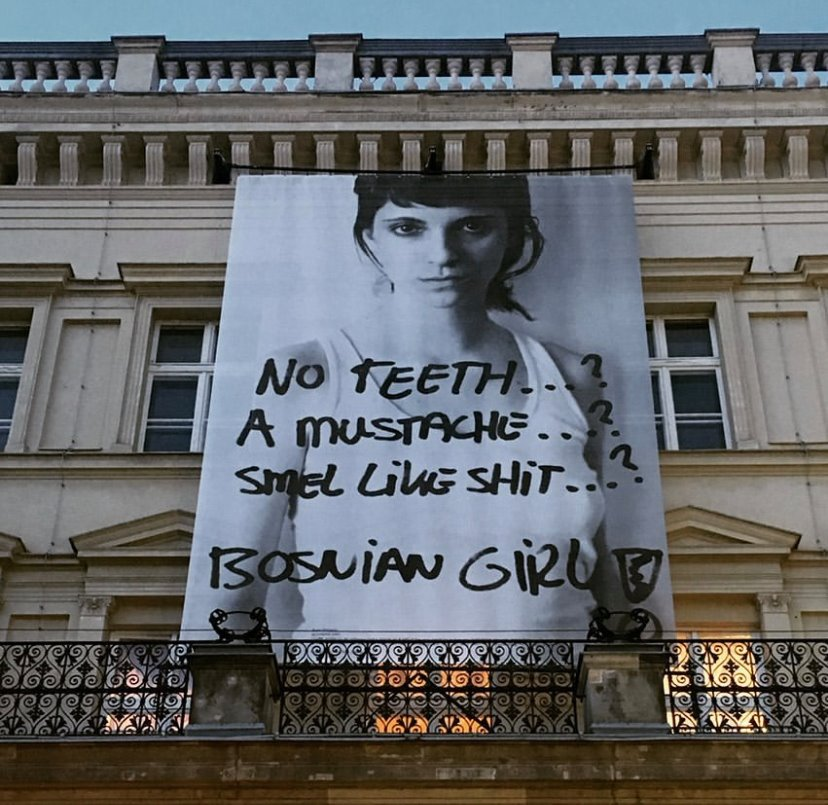
Bosnian Girl (2003), vista de la instalación en el 4º Salón de Otoño de Berlín, Teatro Maxim Gorki, Berlín (octubre-noviembre de 2019).
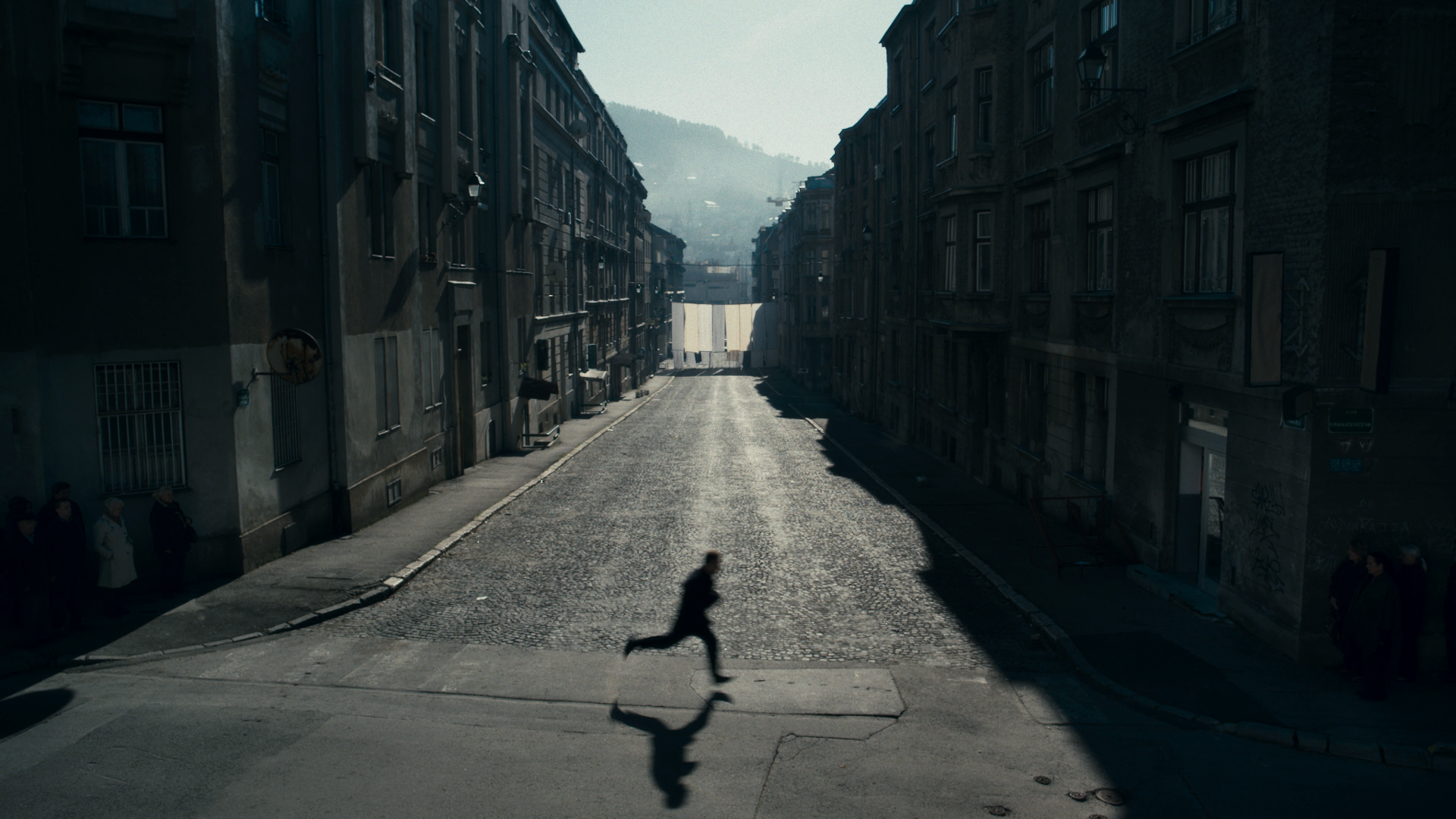
1395 Days Without Red (2011), fotograma

## Premios
- 2004: Premio ONFURI, Galería Nacional de Arte de Tirana
- 2004: Premio Sloboda/Libertad, Centro Internacional de la Paz (Festival de Invierno de Sarajevo) en Sarajevo
- 2005: Premio especial del 46.º Salón de Octubre de Belgrado (en colaboración con Uroš Đurić por la obra Parallel Life)
- 2007: Premio al mejor cortometraje en el 5.º Festival de Cine de Zagreb
- 2007: Premio a la mejor película de ficción en el 15.º Festival Internacional de Cine de Adana
- 2007: Beca de residencia artística del DAAD de Berlín[1]
- 2011: Premio Princesa Margriet a la diversidad cultural de la Fundación Europea de la Cultura[2][3]

## Colecciones
Las obras de Šejla Kamerić forman parte de numerosas colecciones repartidas por todo el mundo, como el Tate Modern de Londres, el Museo de Arte Moderno de París, el MACBA - Museo de Arte Contemporáneo de Barcelona, el Museo Boijmans Van Beuningen de Róterdam, el Museo de Arte Contemporáneo de Zagreb; Kontakt - Colección de Arte del Grupo Erste y la Fundación ERSTE de Viena; la Colección de Arte Telekom de Bonn, la Colección de Arte Contemporáneo de la Fundación Vehbi Koç de Estambul, la exposición permanente en el Centro Memorial de Potočari de Srebrenica, entre otros.